# Neopantopsalis camelus
Espèce
Synonymes
- Spinicrus camelus Forster, 1949

Neopantopsalis camelus est une espèce d'opilions eupnois de la famille des Neopilionidae.

## Distribution
Cette espèce est endémique de Nouvelle-Galles du Sud en Australie. Elle se rencontre vers Tubrabucca.

## Description
Le mâle holotype mesure 7,98 mm et la femelle paratype 4,28 mm.

## Systématique et taxinomie
Cette espèce a été décrite sous le protonyme Spinicrus camelus par Forster en 1949. Elle est placée dans le genre Neopantopsalis par Taylor et Hunt en 2009.

## Publication originale
- Forster, 1949 : « Australian Opiliones. » Memoirs of the National Museum of Victoria, vol. 16, p. 59–89.